# عزلة مساهر مور (حجة)

تعديل مصدري - تعديل

عزلة مساهر مور هي إحدى عزل مديرية الجميمة في محافظة حجة اليمنية ويبلغ تعداد سكانها 7381 نسمة حسب التعداد السكاني في اليمن لعام 2004.

## روابط خارجية
- الجهاز المركزي للإحصاء بالجمهورية اليمنية
- المركز الوطني للمعلومات باليمن
- World Gazetteer:Yemen
- الدليل الشامل